# Relations entre l'Azerbaïdjan et l'Uruguay

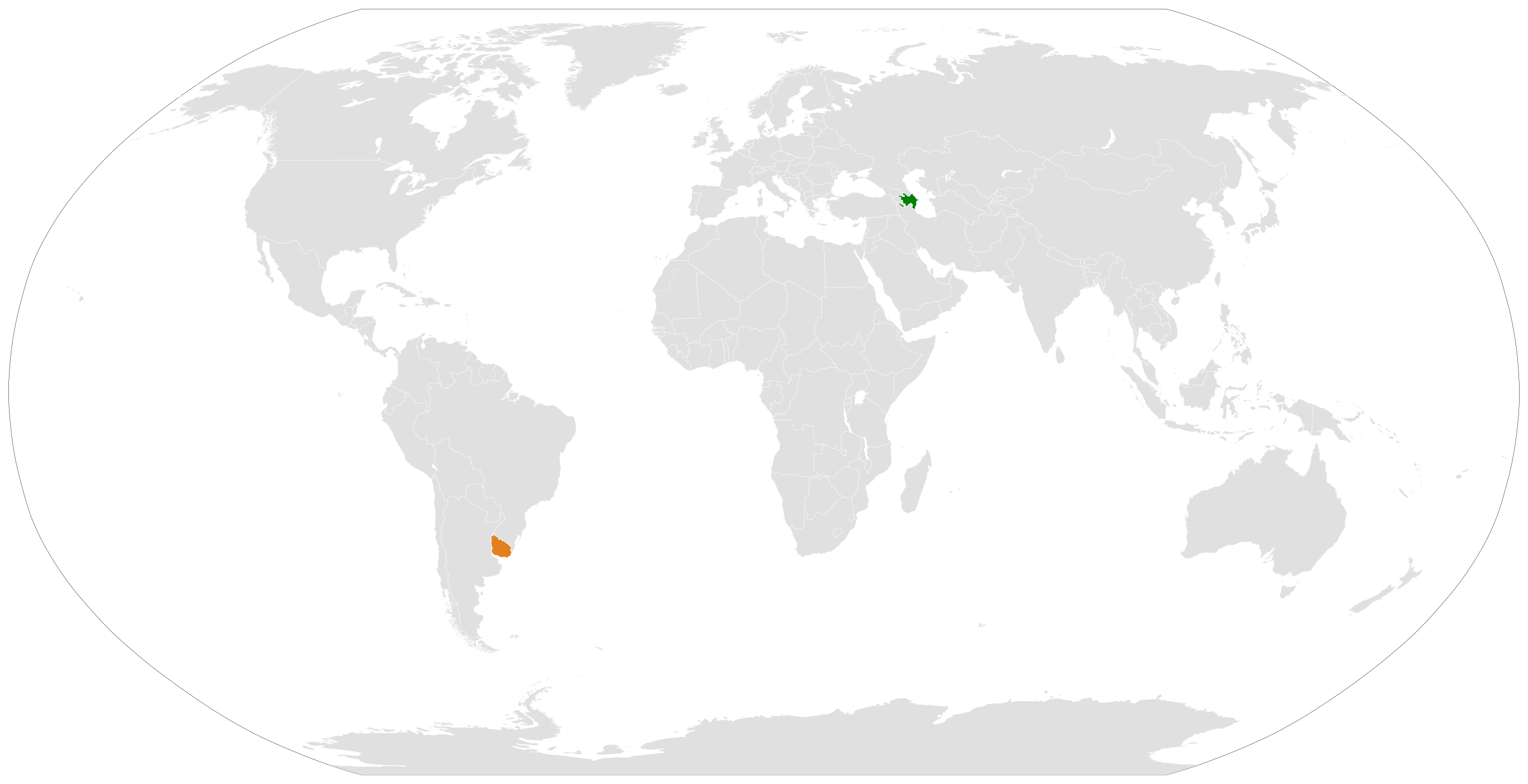

Les relations entre l'Azerbaïdjan et l'Uruguay se réfèrent aux relations diplomatiques entre l'Azerbaïdjan et l'Uruguay.

## Histoire
En 1991, l'Azerbaïdjan a obtenu son indépendance après la dissolution de l'Union soviétique. Le 12 janvier 1995, l'Azerbaïdjan et l'Uruguay ont établi des relations diplomatiques.  En septembre 2011, une délégation uruguayenne s'est rendue en Azerbaïdjan pour célébrer le 20e anniversaire de l'indépendance de l'Azerbaïdjan.  En juillet 2012, le ministre azerbaïdjanais des Affaires étrangères, Elmar Mammadyarov, a effectué une visite officielle en Uruguay et a rencontré le président José Mujica. 
En mai 2013, l'ancien président uruguayen Luis Alberto Lacalle a effectué une visite en Azerbaïdjan pour participer au Forum du Caucus du Sud qui se tient à Bakou. L'ancien président Lacalle a été reçu par le président Ilham Aliyev.  En 2014, l'Azerbaïdjan a ouvert un bureau diplomatique à Montevideo.

## Relations bilatérales
Les deux nations ont signé plusieurs accords bilatéraux tels qu'un accord de coopération entre les ministères des affaires étrangères des deux nations (2007); Accord sur l'élimination de l'obligation de visa pour les titulaires de passeports officiels et diplomatiques (2013); Accord de coopération douanière (2016) et Accord de coopération culturelle (2017).

## Commerce
En 2016, les échanges entre l'Azerbaïdjan et l'Uruguay ont totalisé 7,6 millions de dollars américains. Les principaux produits commerciaux de l'Uruguay vers l'Azerbaïdjan sont le bétail et les produits pharmaceutiques. L'Azerbaïdjan n'exporte pas de produits vers l'Uruguay.

## Missions diplomatiques résidentes
L'Azerbaïdjan a un bureau diplomatique à Montevideo. 
L'Uruguay est accrédité auprès de l'Azerbaïdjan depuis son ambassade à Téhéran, en Iran.